# Hubneria pallidipes
Hubneria pallidipes là một loài ruồi trong họ Tachinidae.